# Yaokwa

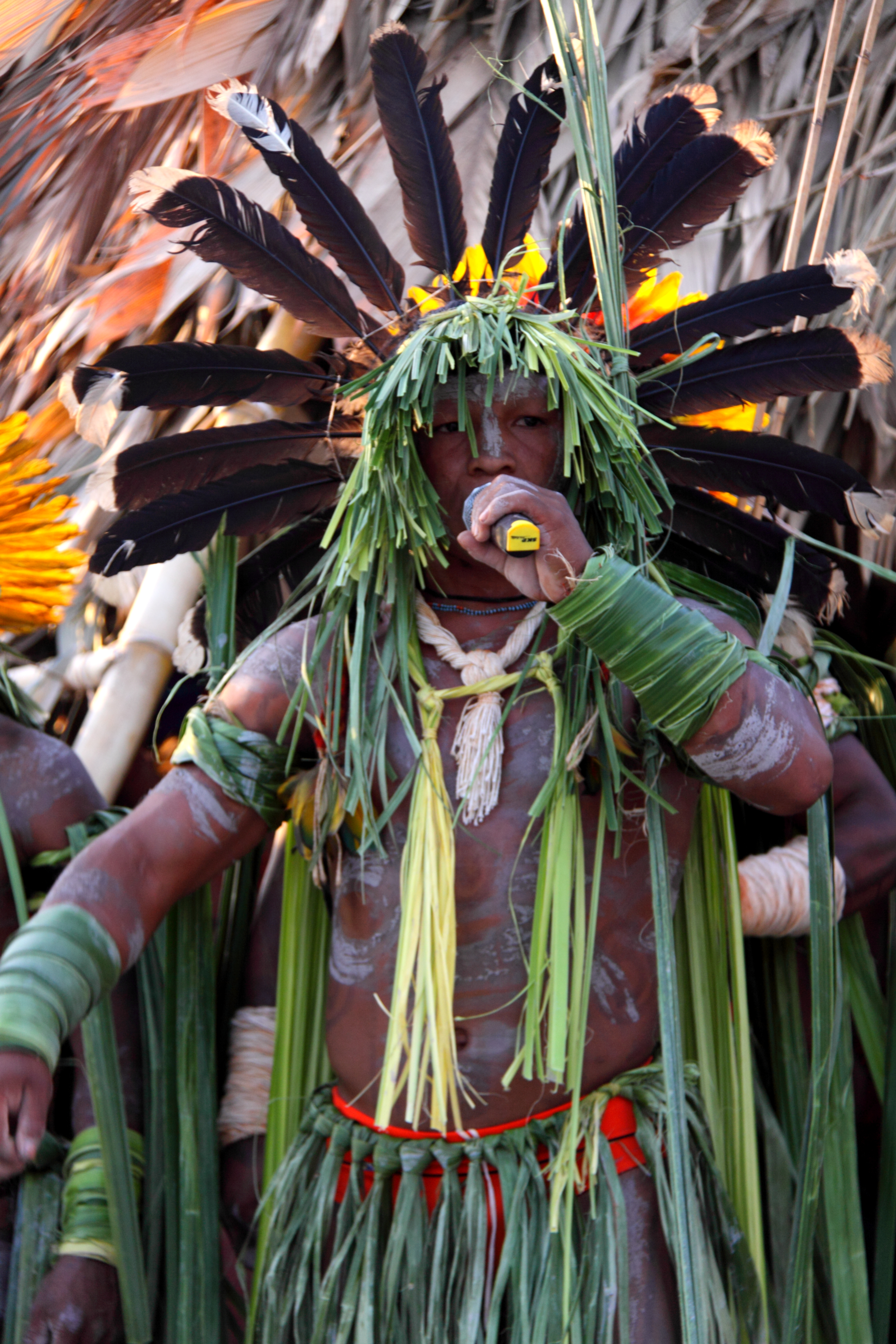
Członek plemienia Enawene Nawe

Yaokwa, także Yãkwa – obrzęd w celu zachowania porządku społecznego i kosmologicznego odprawiany w porze suchej przez plemię Enawene Nawe zamieszkujące jedną wioskę nad rzeką Jurueną w południowej Amazonii w brazylijskim stanie Mato Grosso.
Plemię Enawene Nawe rozróżnia dwie pory roku: suchą Iokayti z obrzędem Yaokwa ku czci duchów Yakairiti (władców wszystkich zasobów naturalnych, panów śmierci i nieszczęścia) oraz deszczową Onekiniwa z obrzędami ku czci duchów Salumã i Kateoko. 
Czynności obrzędowe Yaokwa stanowią część codziennych zajęć członków społeczności plemiennej przez siedem miesięcy pory suchej. Poszczególne klany na przemian wykonują określone zadania, przydzielane według płci, wieku i wiedzy. Podczas gdy jedni mężczyźni wyruszają na trwający dwa miesiące połów ryb, inni zostają wraz z kobietami w wiosce, by zająć się przygotowaniami do uroczystości powrotu rybaków. Grupa pozostająca w wiosce oddaje się rytualnym tańcom i śpiewom, przygotowuje sól na ofiary, utrzymuje w czystości wioskę i ścieżkę, po której maja przyjść duchy oraz szykuje stosy drew na ogniska i zapasy manioku. Rybacy w tym czasie budują zapory przy pomocy których poławiają ryby, które następnie wędzą i odsyłają do wioski. 
Obrzęd Yaokwa jest fundamentem kultury i tożsamości Enawene Nawe. Jego dopełnienie jest ściśle związane z utrzymaniem specjalizacji, podziału pracy i zachowaniem porządku społecznego i kosmologicznego. Ciągłość obrzędu zależna jest od stanu ekosystemu, w którym żyje plemię. W 2009 roku po raz pierwszy klany nie mogły dopełnić obrzędu – mężczyznom nie udało się złowić wystarczającej ilości ryb, chociaż zbudowano pięć drewnianych zapór. Narodowa Fundacja na Rzecz Ludów Tubylczych (FUNAI) zakupiła wówczas ryby i dostarczyła do wioski Enawene Nawe. 
W 2011 roku obrzęd Yaokwa został wpisany na listę niematerialnego dziedzictwa wymagającego pilnej ochrony UNESCO.